# Gersthofen
Gersthofen (pronunciación en alemán: /ɡɛʁstˈhoːfn̩/ⓘ) es un municipio alemán, ubicado en el distrito de Augsburgo en la región administrativa de Suabia, en el Estado federado de Baviera. 
Se encuentra en la orilla oeste del río Lech, a unos 7 km al norte de Augsburgo.